# Republiken Crema
Republiken Crema var en revolutionär republik i Lombardiet, som skapades när den franska armén gick in i Crema den 28 mars 1797. Republiken hade tidigare varit en venetiansk exklav i Hertigdömet Milano. Republiken trädde senare in i den Cisalpinska republiken.